# Afra Waterkamp
Afra Waterkamp (* 20. Januar 1965 in Münster) ist eine deutsche Juristin, Richterin und Gerichtspräsidentin. 2016 wurde die Juristin zur Präsidentin des Finanzgerichtes Sachsen-Anhalt berufen. 

## Ausbildung
Nach dem Abitur 1984 studierte Afra Waterkamp von 1984 bis 1989 Jura an der Universität Münster.
Sie beendete das Studium mit der Ersten Juristischen Staatsprüfung. Danach war sie zunächst als Wissenschaftliche Mitarbeiterin am Institut für Steuerrecht der Westfälischen Wilhelms-Universität Münster bei Dieter Birk tätig. Mit einer Dissertation zum Thema Ehegattenveranlagung und Freizügigkeit erlangte sie 1991 den Titel  Dr. jur  an der Westfälischen Wilhelms-Universität Münster.

## Karriere
Ihr Rechtsreferendariat leistete die Juristin bis 1994 im Oberlandesgerichtsbezirk Hamburg mit Schwerpunkt Steuerrecht ab.
Im Anschluss daran wurde sie am 4. Oktober 1994 zur Richterin auf Probe in Sachsen-Anhalt ernannt.
Während ihrer Proberichterinnenzeit war sie 10. Oktober 1994 bis 30. September 1995 zur Dienstleistung an das Finanzamt Braunschweig-Altewiekring abgeordnet. Am 27. April 1998 wurde sie als Richterin am Finanzgericht Sachsen-Anhalt mit Dienstsitz in Dessau bestellt. Im Oktober 2006 erfolgte eine Abordnung an das Ministerium für Justiz (u. a. Novellierung des GmbH-Gesetzes, Mediation, Europarecht), vom April 2007 bis Oktober 2008 eine Abordnung an die Staatskanzlei des Landes Sachsen-Anhalt (Spiegelreferat Ministerien für Justiz und Inneres). In dieser Zeit absolvierte sie auch berufsbegleitend einen für Landesbedienstete ausgeschriebenen Zertifikatsstudiengang Europapolitik.

### Tätigkeit als Prüferin
Seit 1998 ist Afra Waterkamp Prüferin in der Ersten Juristischen Staatsprüfung sowie seit 1999 Prüferin in der Zweiten Juristischen Staatsprüfung. Als nebenamtliches Mitglied des Landesjustizprüfungsamtes  ist sie seit 2007 außerdem Vorsitzende in den Staatsprüfungen zur Ersten Juristischen Staatsprüfung sowie seit 1. Oktober 2009 Vorsitzende der Prüfungsausschüsse für die Zweite Juristische Staatsprüfung. Seit 1. März 2011 ist sie auch Vorsitzende der Prüfungsausschüsse in der staatlichen Pflichtfachprüfung in den Prüfungsfächern Öffentliches Recht, Steuerrecht, Europarecht und Sozialrecht.

### Finanzgericht Sachsen-Anhalt
Von 2008 bis 2012 war Afra Waterkamp erneut als Finanzrichterin tätig. Am 10. Juli 2012 wurde sie zur Vorsitzenden Richterin am Finanzgericht Sachsen-Anhalt ernannt. 2013 wurde sie nach einer entsprechenden Ausbildung zusätzlich zur Güterichterin bestellt. Seit 23. März 2016 ist Afra Waterkamp Präsidentin des Finanzgerichts Sachsen-Anhalt.

### Landesverfassungsgericht des Landes Sachsen-Anhalt
Von 2017 bis 2021 war sie  Vizepräsidentin des Landesverfassungsgerichts des Landes Sachsen-Anhalt.

### Lehrtätigkeit
Seit 1998 war sie mehrfach Lehrbeauftragte an der Otto-von-Guericke-Universität Magdeburg, der Martin-Luther-Universität Halle-Wittenberg und der Universität Leipzig.
So war sie im Wintersemester 2001/2002 und im Sommersemester 2011 Lehrbeauftragte im Steuerrecht an der Martin-Luther-Universität Halle-Wittenberg.
Am Lehrstuhl von Marc Desens für Öffentliches Recht, insbesondere Steuerrecht und öffentliches Wirtschaftsrecht, an der Universität Leipzig ist Afra Waterkamp seit dem Wintersemester 2013/2014 Lehrbeauftragte. Im Wintersemester 2017/2018 bzw. im folgenden Sommersemester bot Afra Waterkamp dort beispielsweise zusammen mit Marc Desens eine simulierte Gerichtsverhandlung, einen sogenannten Moot Court, an. Die Studenten erstellten dabei zu einem vorgegebenen steuerrechtlichen Sachverhalt ein Rechtsgutachten, in welchem sie sich wissenschaftlich mit der gestellten Problematik auseinandersetzten und diese einer vertretbaren Lösung zuführten. Dazu fand im Sächsischen Finanzgericht eine simulierte mündliche Verhandlung statt.
Für den Masterstudiengang European Studies an der Otto-von-Guericke Universität Magdeburg bot sie die Lehrveranstaltung Politik  unter  dem  Einfluss  der  Rechtsprechung  des  Europäischen  Gerichtshofes  und des Europäischen Gerichtshofes für Menschenrechte an (Stand 2014).

## Ämter und Mitgliedschaften
- Im Deutschen Juristinnenbund: Seit September 1999 Mitglied, seit 2006 Stellvertretende Landesvorsitzende des Landesverbandes Sachsen-Anhalt; seit 2007 Vorsitzende des Landesverbands Sachsen-Anhalt; 2013–2015 Mitglied in der Kommission Recht der sozialen Sicherung, Familienlastenausgleich[2][4][9][2]; seit 2015 Vizepräsidentin des DJB auf Bundesebene[10]; Mitglied der djb-Kommission Recht der sozialen Sicherung und Steuerrecht[7]
- April 2014: Wahl zur ehrenamtlichen Gleichstellungsbeauftragten des Finanzgerichts des Landes Sachsen-Anhalt[4]
- Mitglied im Deutschen Richterbund[2]
- Mitglied im Westfälischen Steuerkreis[2]
- Mitglied im Rotary-Club Otto von Guericke in Magdeburg[2]; 2018 auch Präsidentin[11]
- Vorstandsmitglied des Sächsischen Steuerkreises e.V. (Stand: 2019)[12][2]
- Mitglied im Kuratorium der Edith-Stein-Schulstiftung des Bistums Magdeburg (Stand: 2020)[13]

## Engagement
Afra Waterkamp setzt sich mit Äußerungen und durch die Teilnahme an wegweisenden Projekten auf zahlreichen Ebenen für Frauen ein. So betont sie immer wieder, dass es auch Mütter des Grundgesetzes gab, nicht nur Väter. Die Förderung von Gleichberechtigung und insbesondere auch die verfassungsrechtliche Aufgabe einer familiengerechteren Besteuerung bezeichnet sie als wichtige Ziele, die ihr Berufsleben von Anfang an begleitet haben.
Von 2011 bis 2014 beteiligte die Juristin sich als Mitglied der Arbeitsgemeinschaften Antigewaltarbeit und Partizipation an der Erarbeitung eines Landesprogramms für ein geschlechtergerechtes Sachsen-Anhalt, das vom Ministerium für Justiz und Gleichstellung des Landes Sachsen-Anhalt initiiert worden war. Nach dem Beschluss des Landesprogramms durch die Landesregierung im November 2014 begleitete Afra Waterkamp als Mitglied des Beirats aktiv die Umsetzung des Programms.
Afra Waterkamp befürwortet die Frauenquote. Bei einer Veranstaltung im Jahr 2018 begründete sie ihre Position unter anderem damit, dass die Konkursquote bei frauengeführten Unternehmen nachweislich geringer sei. „Frauen wirtschafteten solide und sind weniger wagniskapitalorientiert.“
Die Juristin äußerte 2019 auf dem Bundeskongress des Deutschen Juristinnenbundes Kritik am Gender-Pay-Gap in der Informationstechnik: „Studien belegen, dass auch die Gehaltsunterschiede zwischen Männern und Frauen in hochqualifizierten und schon stark digitalisierten Branchen wie der IT-Technik ausgeprägt sind. Diese Ungleichbehandlung kann für den Deutschen Juristinnenbund, der sich seit über 70 Jahren für Geschlechtergerechtigkeit einsetzt, nicht weiter hinnehmbar sein.“

## Privatleben
Die Juristin ist geschieden.

## Publikationen (Auswahl)

### Bücher
- Albert Bleckmann (Hrsg.), Afra Waterkamp: Ehegattenveranlagung und Freizügigkeit in der Europäischen Gemeinschaft. Carl Heymanns Verlag, Köln  1993, ISBN 978-3-452-22639-6.

### Artikel in Zeitschriften
- Afra Waterkamp-Faupel: Besteuerung des Einkommens Gebietsfremder – Verpflichtung zur Gleichbehandlung. In: FinanzRundschau, Jahrgang 1995, S. 227–228.
- Afra Waterkamp-Faupel: Die sonstige Leistung im ESt-Recht. In: FinanzRundschau, Jahrgang 1995, S. 41.
- Afra Waterkamp: Datenschutz bei den Finanzgerichten. Statement. In: FinanzRundschau, Heft 2, 2009, S. 72.